# Juolasvesi och Sarkavesi
Juolasvesi och Sarkavesi är en sjö i Finland. Den ligger i kommunen Mäntyharju i landskapet Södra Savolax, i den södra delen av landet, 160 km nordost om huvudstaden Helsingfors. Juolasvesi och Sarkavesi ligger 79,6 meter över havet. Den är 33,9 meter djup. Arean är 26 kvadratkilometer och strandlinjen är 149,86 kilometer lång. Sjön  ingår i Kymmene älvs huvudavrinningsområde. 